# Hållöarkipelagens naturreservat

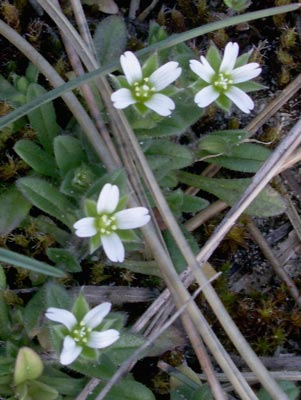
Västkustarv

Hållöarkipelagens naturreservat är ett naturreservat i Kungshamns socken i Sotenäs kommun i Bohuslän. 
Naturreservatet består av öarna Hållö och Sälö samt flera mindre kobbar och skär. Öarna ligger söder om Smögen. Öarna är mycket flacka och ligger öppet i havsbandet mot Skagerrak. Öarna domineras av nakna hällmarker. Buskvegetation av slån, nypon och vide finns i små sänkor och sprickdalar. Trots det finns omkring ett par hundra växtarter. Bland dessa kan sodaört, västkustarv, och kustarun mämnas. I små vattensamlingar kan man hitta kransslinga, paddfot, smalkaveldun och vattenbläddra. 
Till de häckande fåglarna hör tofsvipa, enkelbeckasin, kustlabb och rödbena. Öarna är också utmärkta för fågelskådning av flyttfåglar. 
Reservatet inrättades 1975, det är omkring 292 hektar stort och förvaltas av Västkuststiftelsen.
På ön Hållös högsta punkt står Hållö fyr som var färdig 1842. Fyren förklarades 1935 som byggnadsminne. Förutom fyrvaktarbostad finns ett kapell och ett föreningsdrivet vandrarhem på ön.